# Vážany nad Litavou
Vážany nad Litavou là một làng thuộc huyện Vyškov, vùng Jihomoravský, Cộng hòa Séc.